# Ginette Reno
Ginette Reno (Montréal, 1946. április 28. –) francia-kanadai író, zeneszerző, énekes és színésznő. Többszörös Genie- és Gemini-jelölt, többszörös Juno-díjas művésznő, arany- és platinalemezes zenész, a Kanada Rend és a Québec Nemzeti Rend birtokosa.

## Korai évek
A Montréalban született Ginette Raynault 1960-ban kezdett énekelni és megnyerte a Les Découvertes de Jean Simon című tehetségkutató versenyt. Ezután három montreali klub is szerződést ajánlott neki.

## Karrier

### Zene
Ginette Reno arany- és platinalemezes kanadai művész. Angol és francia nyelvű albumokat is készített. Legnagyobb slágere 1970-es Beautiful Second Hand Man című dala volt, mely 1970. november 28-án az RPM kislemez listáján második helyet ért el. A dal az azonos című albumon jelent meg 1970-ben a Parrot Records kiadó gondozásában, 2004-ben a francia Melon-Miel újra kiadta egy két lemezes válogatásban (Vocally Yours Vol. 7 & 8). Leginkább Québecben lép fel, négy évtizedes karrierje során nagyjából 60 albuma jelent meg.

### Film
Reno 1992-ben a Jean-Claude Lauzon Léolo című filmjében szerepelt. 1998-ban a C't'à ton tour, Laura Cadieux című filmben nyújtott alakításáért Genie-díjra jelölték a legjobb színésznő kategóriában. Az 1999-es folytatásban is játszott, amiért újabb Genie-jelölést kapott. 2003-ban a Mambo olasz módra című független kanadai filmben, majd 2006-ban a Le secret de ma mère szereplője volt. Ez utóbbi ismét Genie-jelöléshez juttatta a legjobb színésznő kategóriában. Televíziós szerepeiért 1999-ben és 2000-ben Gemini-díjra jelölték.

## Elismerések

### Díjak
- Juno-díj (1970) - Legjobb énekesnő
- Juno-díj (1972) - Az év kiemelkedő teljesítményt nyújtó énekesnője
- Juno-díj (1973) - Az év kiemelkedő teljesítményt nyújtó énekesnője
- Juno-díj (2001) - Az év francia nyelvű albuma (Un Grand Noël d'amour)

### Jelölések
- Juno-díj (1998) - Az év legsikeresebb francia nyelvű albuma
- Juno-díj (1999) - Legjobb énekesnő
- Juno Fan Choice Award (2010)

### Kitüntetések
- Kanada Rend (1982. június, Officer)[12]
- Csillag a Canada’s Walk of Fame-en (2000)[4]
- Québec Nemzeti Rend (2004)[13]

## Diszkográfia
- 2011: La musique en moi
- 2009: Fais-moi la tendresse
- 2004: Vocally Yours (Coffret 4)
- 2004: les Grands Soirs (Coffret 3)
- 2004: Moi c'est Ginette (Coffret 2)
- 2004: Mademoiselle Reno (Coffret 1)
- 2000: The First Noel
- 2000: Un grand noël d'amour
- 2000: Juke-Box vacances (Compilation de divers artistes)
- 1999: Un peu plus haut - le nouveau spectacle
- 1998: Love is all
- 1997: La Chanteuse
- 1995: Versions Reno
- 1993: Ginette Reno en concert
- 1991: L'Essentiel
- 1990: Ma vie en chansons - Mes plus grands succès
- 1988: Ne m'en veux pas
- 1987: Ginette Reno - Michel Legrand
- 1986: Si ça vous chante / De plus en plus fragile
- 1986: Paris-Québec
- 1985: Ginette Reno
- 1984: Souvenirs tendres
- 1984: J'ai besoin de parler
- 1983: Ginette Reno
- 1982: Ginette Reno en concert
- 1981: Quand on se donne
- 1979: Je ne suis qu'une chanson
- 1979: Trying to Find a Way
- 1977: Les Grands Succès volume 1
- 1977: Ce que j'ai de plus beau
- 1975: The Best of Ginette Reno
- 1974: En direct de la Place des Arts
- 1974: Aimons-nous
- 1973: Ombre et Soleil
- 1971: À la Comédie canadienne
- 1971: Aimez-le si fort
- 1971: Touching me Touching you
- 1970: Beautiful Second Hand Man
- 1969: Ginette Reno à la Comédie canadienne '69
- 1969: Ginette Reno (troisième album Ginette Reno de 1969)
- 1969: Ginette Reno (deuxième album Ginette Reno de 1969)
- 1969: Ginette Reno
- 1968: Les Grands Succès d'une vedette
- 1967: Joyeux Noël
- 1967: Quelqu'un à aimer
- 1966: En spectacle au Casa Loma
- 1966: Le monde de Ginette Reno
- 1965: En amour
- 1964: Formidable!
- 1962: Ginette Reno

## Filmográfia
- 2006 : Le Secret de ma mère
- 2003 : Mambo olasz módra
- 1999 : Laura Cadieux... la suite
- 1998 : C't'à ton tour Laura Cadieux
- 1998 : Une voix en or
- 1996 : InnocenceInnocence
- 1994 : Million Dollar Babies
- 1992 : Léolo

## Fordítás
Ez a szócikk részben vagy egészben  a   Ginette Reno című angol Wikipédia-szócikk fordításán alapul.  Az eredeti cikk szerkesztőit annak laptörténete sorolja fel. Ez a jelzés csupán a megfogalmazás eredetét és a szerzői jogokat jelzi, nem szolgál a cikkben szereplő információk forrásmegjelöléseként.